# (You Make Me Feel like) A Natural Woman
(You Make Me Feel like) A Natural Woman è una canzone scritta per Aretha Franklin da Carole King e Gerry Goffin, su input del produttore Jerry Wexler. Il brano fu inciso e pubblicato dalla Atlantic Records come singolo nel 1967 ed ottenne un notevole successo. La canzone fu pubblicata dall'autrice nel 1971, nel suo album Tapestry.
Il brano diventato un classico della musica americana, durante gli anni è stato registrato e interpretato da molti artisti come Mary J. Blige, Céline Dion e tanti altri.

## Antefatti e contenuti
Nata dalla collaborazione del paroliere Gerry Goffin e della compositrice Carole King, la canzone fu ispirata dal co-proprietario e produttore della Atlantic Records, Jerry Wexler. Come raccontò nella sua autobiografia, Wexler, che a quei tempi era uno studente di cultura musicale afro-americana, rimuginò sul concetto "dell'uomo naturale", quando guidò la King per le strade di New York. Le gridò che voleva una canzone sulla "donna naturale" per il prossimo album di Aretha Franklin, così andarono a casa e quella stessa notte scrissero la canzone. Per ringraziarlo, Goffin e King concessero a Wexler di apparire sui crediti del brano.

## Il disco
Il singolo fu pubblicato insieme a Baby, Baby, Baby; un brano scritto dalla stessa Aretha e da sua sorella Carolyn Franklin e inserito sul lato B del disco. Nel Regno Unito (You Make Me Feel like A) Natural Woman fu pubblicato con un'altra canzone intitolata Never Let Me Go, scritta dal musicista americano Joseph Scott.

## Successo commerciale e riconoscimenti
Il 4 novembre 1967 (You Make Me Feel like A) Natural Woman raggiunse la posizione numero otto della Billboard Hot 100, diventando un successo negli Stati Uniti. Il brano è una delle canzoni più famose della Franklin ed è un classico della musica soul. Il 25 novembre 1967 il singolo si posizionò anche alla seconda posizione della classifica Billboard Hot R&B/Hip-Hop Songs.
Il singolo raggiunse la posizione numero due della classifica R&B anche in Canada.
Aretha fece la storia nella classifica dei singoli più venduti nel Regno Unito una settimana dopo la sua morte, portando al successo il brano quasi 51 anni dopo il suo primo rilascio; (You Make Me Feel like A) Natural Woman si posizionò alla numero 79. Il singolo raggiunse la posizione numero 69 in Svizzera il 26 agosto 2018.
La canzone nel 1999 fu premiata con il Grammy Hall of Fame Award.

## Pubblicazioni
Nel 1968 (You Make Me Feel like A) Natural Woman fu inserito nel suo dodicesimo album in studio Lady Soul. Il 7 maggio 1968 Aretha si esibì in un suo concerto tenutosi Parigi registrato e pubblicato su un album intitolato Aretha in Paris. La track-list dell'LP comprendeva una versione live del singolo (You Make Me Feel like A) Natural Woman. Il brano è stato inserito in molte raccolte di grandi successi della cantante soul come: Aretha's Gold (1969), Aretha's Greatest Hits (1971), Ten Years Of Gold (1976), The Best Of Aretha Franklin (1984), 30 Greatest Hits (1985), Greatest Hits (1998), A Brand New Me (2017) e altri ancora.

## Interpretazioni dal vivo
Aretha Franklin interpretò (You Make Me Feel like A) Natural Woman in vari contesti e occasioni, tra queste la più memorabile è la performance del 2015 durante la cerimonia di premiazione del Kennedy Center Honors ricevuto da Carole King, la quale fu onorata della presenza e dell'interpretazione della cantante soul. Il 14 aprile 1998 Aretha cantò il brano al concerto VH1 Divas, insieme ad un cast d'eccezione formato da Mariah Carey, Céline Dion, Gloria Estefan, Shania Twain e l'ospite d'onore Carole King. Nel 1995 (You Make Me Feel like A) Natural Woman fu cantata nuovamente dalla Regina del Soul durante il concerto d'inaugurazione del museo della Rock and Roll Hall of Fame tenutosi il 2 settembre al Cleveland Municipal Stadium.

## Formati e tracce
LP Singolo 7" (Australia; Nuova Zelanda) (Atlantic: AK-2013)
1. (You Make Me Feel like) A Natural Woman – 2:42 (Gerry Goffin, Carole King, Jerry Wexler)
2. Baby, Baby, Baby – 2:48 (Aretha Franklin, Carolyn Franklin)

LP Singolo 7" (Canada) (Atlantic: AT 2441X; Atlantic: AT 2441)
1. (You Make Me Feel like) A Natural Woman – 2:37 (Goffin, King, Wexler)
2. Baby, Baby, Baby – 2:48 (A. Franklin, C. Franklin)

LP Singolo 7" (Germania; Grecia) (Atlantic: ATL 70239; Atlantic: 0 596)
1. A Natural Woman (You Make Me Feel Like) – 2:42 (Goffin, King, Wexler)
2. Baby, Baby, Baby – 2:48 (A. Franklin, C. Franklin)

LP Singolo 7" (Regno Unito) (Atlantic: 584141)
1. (You Make Me Feel like) A Natural Woman – 2:37 (Goffin,King, Wexler)
2. Never Let Me Go – 2:50 (Joseph Scott)

LP Singolo 7" (Spagna) (Atlantic: H 232)
1. Me Haces Sentir Mujer «A Natural Woman (You Make Me Fell Like)» – 2:42 (Goffin, King, Wexler)
2. Baby, Baby, Baby – 2:48 (A. Franklin, C. Franklin)

LP Singolo 7" (Stati Uniti) (Atlantic: 45-2441)
1. A Natutral Woman (You Make Me Feel) – 2:42 (King, Goffin, Wexler)
2. Baby, Baby, Baby – 2:48 (A. Franklin, C. Franklin)

LP Singolo 7" (Svezia; Turchia) (Atlantic: ATL 70.239; Atlantic: 68504)
1. A Natural Woman (You Make Me Feel Like) – 2:42 (Goffin, King, Wexler)
2. Baby, Baby, Baby – 2:48 (A. Franklin, C. Franklin)

## Classifiche
| Classifica (1967)                             | Posizione massima raggiunta |
| --------------------------------------------- | --------------------------- |
| Canada (RPM Top 30 R&B Chart)                 | 2                           |
| Stati Uniti (Billboard Hot 100)               | 8                           |
| Stati Uniti (Billboard Hot R&B/Hip-Hop Songs) | 2                           |
| Classifica (1993)                             | Posizione massima raggiunta |
| Paesi Bassi (Single Top 100)                  | 32                          |
| Classifica (2018)                             | Posizione massima raggiunta |
| Regno Unito (Official Singles Chart Top 100)  | 79                          |
| Svizzera (Schweizer Hitparade)                | 69                          |

## Crediti e personale
- Direttore archi - Ralph Burns
- Basso - Tommy Cogbill
- Batteria - Gene Chrisman
- Cori - Carolyn Franklin, Erma Franklin, The Sweet Inspirations
- Ingegnere del suono - Tom Dowd
- Musica di - Gerry Goffin, Carole King, Jerry Wexler
- Produttore - Jerry Wexler
- Tastiere - Spooner Oldham
- Testi di - Gerry Goffin, Carole King, Jerry Wexler

## Cronologia di rilascio
| Paese         | Data            | Formato     |
| ------------- | --------------- | ----------- |
| Australia     | 1967            | Vinile (7") |
| Canada        | 1967            | Vinile (7") |
| Canada        | 1972            | Vinile (7") |
| Germania      | 1967            | Vinile (7") |
| Grecia        | 1967            | Vinile (7") |
| Nuova Zelanda | febbraio 1968   | Vinile (7") |
| Regno Unito   | 13 ottobre 1967 | Vinile (7") |
| Spagna        | 1967            | Vinile (7") |
| Stati Uniti   | 1967            | Vinile (7") |
| Svezia        | 1967            | Vinile (7") |
| Turchia       | 1968            | Vinile (7") |

## Cover di altri interpreti

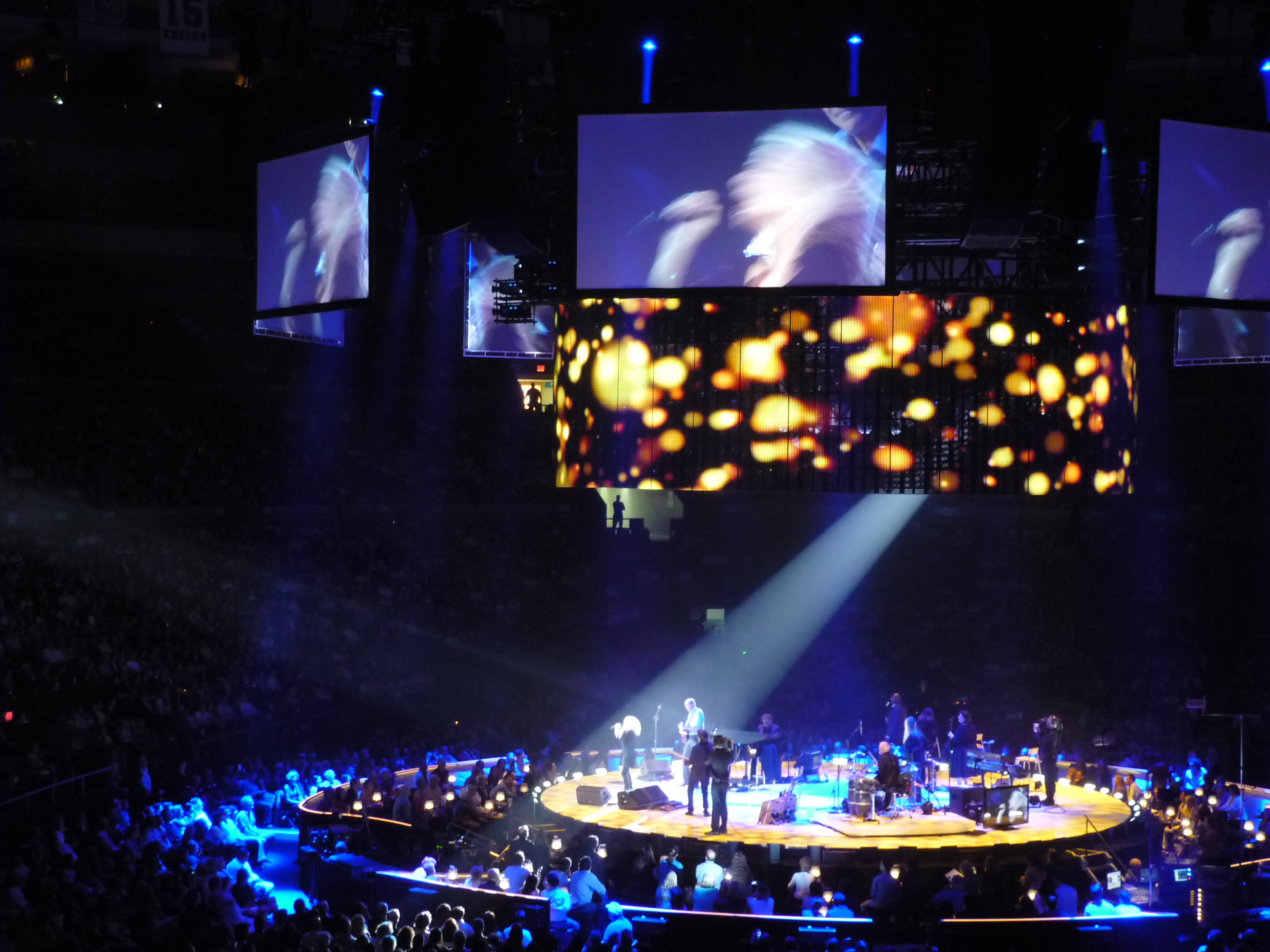
Carole King interpreta (You Make Me Feel like) A Natural Woman nel 2010

(You Make Me Feel like) A Natural Woman fu registrato in nuova versione da Peggy Lipton e intitolato Natural Woman. Il brano fu pubblicato nel suo album omonimo, distribuito dall'etichetta discografica Ode Records nel 1968. Nello stesso anno altri due artisti pubblicarono delle nuove registrazioni di (You Make Me Feel like A) Natural Woman: Freddie Hughes incise una sua versione intitolata Natural Man e pubblicata come singolo negli Stati Uniti e George Benson pubblicò un album, Goodies, il quale includeva una nuova versione del brano.
Nel 1969 la cantante e attrice statunitense Peggy Lee pubblicò A Natural Woman, un album contenente la sua versione di (You Make Me Feel like) A Natural Woman.
Anche la stessa autrice del brano, Carole King, incise una sua versione per inserirla nel suo album del 1971, Tapestry.
Nel 1974 Rod Stewart registrò una cover di (You Make Me Feel like) A Natural Woman e la inserì sul suo album pubblicato nel 1974, Smiler, con il titolo (You Make Me Feel Like) A Natural Man. Bonnie Tyler pubblicò il suo secondo album, Natural Force (1978) il quale includeva una sua versione del brano della Franklin.
Nel 1989 la cantante afroamericana Joyce Sims registrò una propria versione della canzone per il suo album All About Love.
Nel 1993 Giorgia pubblicò il suo primo album live intitolato Natural Woman e contenente una versione registrata dal vivo di (You Make Me Feel like) A Natural Woman. Il brano fu pubblicato un anno dopo da un'altra artista italiana, Irene Grandi, cantante esordiente sul mercato discografico che inserì la sua cover sull'album omonimo.
Sempre nel 1993 è stata eseguita all'interno della trasmissione televisiva Non è la RAI da Pamela Petrarolo e successivamente inserita sia nella compilation Non è la Rai 2 che nel suo album di debutto Io non vivo senza te.
Nel 1995 Mary J. Blige incise una cover per la colonna sonora della serie televisiva statunitense New York Undercover. Nello stesso anno anche Céline Dion registrò una cover di (You Make Me Feel like) A Natural Woman per l'album tributo dedicato a Carole King, Tapestry Revisited: A Tribute to Carole King. La canzone fu pubblicata come singolo promozionale.
La cantante italiana Jo Squillo nel 1997 pubblicò un singolo, Jo in the Jungle, che conteneva due versioni remix-dance del brano: You Make Me Feel (Jungle Version), You Make Me Feel (Progressive Version).
Il brano fu interpretato anche da Beccy Cole durante un concerto registrato e pubblicato nel 2007 nell'album dal vivo Live @ Lizotte's.
Carole King e Gloria Estefan eseguirono la canzone nel maggio 2009 durante i tre concerti She's Got A Friend del 90 Millas World Tour, tenutisi al Foxwoods Resort Casino in Connecticut. La registrazione della performance fu inserita come bonus track in alcune edizioni dell'album della Estefan, The Standards; pubblicato nel 2013.
Nel 2012, la cantante e attrice australiana Christine Anu pubblicò un album interamente dedicato ai successi di Aretha Franklin e intitolato Rewind. Il disco include anche una cover di (You Make Me Feel like) A Natural Woman.
Nel 2014, Amber Riley interpretò la canzone nel 15º episodio (Bash) della quinta stagione della serie televisiva Glee.
Nel 2022 la cantante italiana Noemi interpretò il brano durante la 4 serata del festival musicale di Sanremo (serata dedicata alle cover), durante ma quelle di esibì piano e voce interpretando questo brano magistralmente.
La canzone di Aretha Franklin non fu solo incisa su album o singoli, è stata molte volte interpretata da molte cantanti in diversi concerti e apparizioni televisive, tra queste Adele, Kelly Clarkson, Whitney Houston, Demi Lovato.

## (You Make Me Feel like A) Natural Woman(versione di Mary J. Blige)
Mary J. Blige nell'aprile 1995 registrò una sua versione di (You Make Me Feel like A) Natural Woman pubblicata dalla Uptown Records come singolo promozionale per la colonna sonora della serie televisiva New York Undercover, trasmessa dalla Fox. Il brano fu prodotto dal musicista americano James Mtume.
Questa versione ebbe uno scarso successo negli Stati Uniti, ed entrò in top 20 solo in Nuova Zelanda.

### Videoclip musicale
Per promuovere il singolo fu realizzato un videoclip musicale diretto da Brett Ratner e prodotto da Kenneth Matthews e Jonathan Jardine. Il video mostra la cantante esibirsi in abito bianco su un palco posizionato in un immenso giardino avvolto; la cantante è circondata da coriste e musicisti anch'essi vestiti completamente di bianco. In altre scene la Blige si trova tra le rose del giardino, con un look più aggressivo: cappotto rosa e rossetto acceso. La fotografia del video è stata curata da Pat Darrin, mentre il montaggio da Ted Tucker.

### Successo commerciale
Negli Stati Uniti il singolo arrivò solo alla posizione numero 95 della Billboard Hot 100. Nella classifica americana R&B raggiunse la numero 39, diventando l'undicesimo singolo della cantante ad entrare nella top 40 della classifica.
All'estero il singolo andò leggermente meglio. Nel Regno Unito raggiunse la numero 23, mentre nei Paesi Bassi è stato il primo singolo della cantante da solista ad entrare in classifica, ma si fermò alla posizione 46. Il brano superò la top 20 in Nuova Zelanda, dove Mary J. Blige per la prima volta arrivò alla numero 15 e passò 13 settimane in classifica.

### Formati e tracce
CD Maxi Singolo (Europa; Regno Unito) (MCA Records: MCD 48001; MCA Records: MCSTD 2108)
1. (You Make Me Feel like A) Natural Woman – 2:57 (Gerry Goffin, Carole King, Jerry Wexler)
2. Be Happy (Puffy Remix) – 4:40 (Mary J. Blige, Arlene DelValle, Sean "Puffy" Combs, Jean-Claude Olivier)
3. Mary's Joint (Puffy Remix) – 3:27 (Blige, Combs, Chucky Thompson)
4. Changes I've Been Going Through (Teddy Riley Remix) – 4:30 (Mark C. Rooney, Mark Morales, Combs)

CD Maxi Singolo (Paesi Bassi) (Uptown Records: MCD 49002)
1. (You Make Me Feel like A) Natural Woman – 2:57 (Goffin, King, Wexler)
2. Changes I've Been Going Through (Teddy Riley Remix) – 4:30 (Rooney, Morales, Combs)

CD Singolo Promo (Spagna; Stati Uniti) (MCA Records: MCD 76055; Uptown Records: UPT5P-3529)
1. (You Make Me Feel like A) Natural Woman – 2:56 (Goffin, King, Wexler)

CD Singolo (Stati Uniti) (Uptown Records: UPTDS-55139)
1. (You Make Me Feel like A) Natural Woman – 2:56 (Goffin, King, Wexler)
2. You Bring Me Joy (E-Smoove's Soul Mix) – 5:22 (Thompson, Joel Hailey, Blige, Combs)

LP Singolo Promo 12" (Regno Unito) (MCA Records: WMCST 2108)
1. (You Make Me Feel like A) Natural Woman – 2:57 (Goffin, King, Wexler)
2. Be Happy (Puffy Remix) – 4:40 (Blige, DelValle, Combs, Olivier)
3. Mary's Joint (Puffy Remix) – 3:27 (Blige, Combs, Thompson)
4. Changes I've Been Going Through (Teddy Riley Remix) – 4:30 (Rooney, Morales, Combs)

LP Singolo 12" (Regno Unito) (MCA Records: MCST 2108)
1. (You Make Me Feel like A) Natural Woman – 2:57 (Goffin, King, Wexler)
2. Be Happy (Puffy Remix) – 4:40 (Blige, DelValle, Combs, Olivier)
3. Mary's Joint (Puffy Remix) – 3:27 (Blige, Combs, Thompson)
4. Changes I've Been Going Through (Teddy Riley Remix) – 4:30 (Rooney, Morales, Combs)

LP Singolo 12" (Stati Uniti) (Uptown Records: UPT12 55152)
1. (You Make Me Feel like A) Natural Woman – 2:56 (Goffin, King, Wexler)
2. You Bring Me Joy (E-Smoove's Soul Mix) – 5:22 (Thompson, Hailey, Blige, Combs)
3. Mary's Joint (E-Smoove's Funk Mix) – 4:39 (Thompson, Hailey, Blige, Combs)

MC Singolo (Regno Unito) (MCA Records: MCSC 2108)
1. (You Make Me Feel like A) Natural Woman – 2:57 (Goffin, King, Wexler)
2. Be Happy (Puffy Remix) – 4:40 (Blige, DelValle, Combs, Olivier)

### Classifiche
| Classifica (1995)                             | Posizione |
| --------------------------------------------- | --------- |
| Nuova Zelanda (The Official NZ Music Charts)  | 15        |
| Paesi Bassi (Sinlge Top 100)                  | 46        |
| Regno Unito (Official Singles Chart Top 100)  | 23        |
| Stati Uniti (Billboard Hot 100)               | 95        |
| Stati Uniti (Billboard Hot R&B/Hip-Hop Songs) | 39        |
| Stati Uniti (Billboard Rhythmic Top 40)       | 40        |

### Crediti e personale
Registrazione
- Registrato e mixato ai Soundtrack Studios di New York

Personale
- Mixato da - Tom Vercillo
- Musica di - Gerry Goffin, Carole King, Jerry Wexler
- Percussioni - Shedrick Guy, A. Ricard
- Produttore - James Mtume
- Produttore esecutivo - Andre Harrell
- Registrato da - Tom Vercillo
- Testi di - Gerry Goffin, Carole King, Jerry Wexler

### Cronologia di rilascio
| Paese       | Data            | Formato           |
| ----------- | --------------- | ----------------- |
| Europa      | 1995            | CD Maxi           |
| Paesi Bassi | 1995            | CD                |
| Regno Unito | 1995            | Vinile (12")      |
| Regno Unito | 4 dicembre 1995 | CD • Musicassetta |
| Stati Uniti | 1995            | CD • Vinile (12") |

## (You Make Me Feel like) A Natural Woman(versione di Céline Dion)
(You Make Me Feel like) A Natural Woman è stato pubblicato come singolo promozionale da Céline Dion nel novembre 1995 in Nord America e nel Regno Unito. Il brano tratto dall'album tributo a Carole King, intitolato Tapestry Revisited: A Tribute to Carole King, fu pubblicato il 24 ottobre 1995. Successivamente la Dion incluse la cover nel suo quarto album in studio in lingua inglese pubblicato nel 1996, Falling into You. Il brano prodotto da David Foster e interpretato da Céline, ebbe un discreto successo nelle classifiche Adult Contemporary, raggiungendo la posizione numero quattro in Canada e la numero 31 negli Stati Uniti. Nel 2008, il brano è stato incluso nella versione americana di My Love: Ultimate Essential Collection.

### Interpretazioni dal vivo
Nel 1995 durante la serata di gala del Lifetime Applauds The Fight against Breast Cancer, Céline Dion interpretò la sua versione di (You Make Me Feel like A) Natural Woman. Il brano fu cantato anche durante le date europee del suo Falling into You: Around the World. Céline presentò la sua cover anche al Late Show with David Letterman il 27 febbraio 1997 per promuovere il suo nuovo album del momento, Falling into You. Il 14 aprile 1998 Céline cantò il brano insieme a Mariah Carey, Gloria Estefan, Aretha Franklin, Carole King e Shania Twain per il concerto benefico VH1 Divas Live.

### Premi e riconoscimenti
La canzone divenne la prima a comparire su due album vincitori ai Grammy Award nella categoria Album dell'Anno: il primo fu Tapestry, un album del 1971 pubblicato da Carole King, vincitore ai Grammy Award del 1972 mentre l'altro fu Falling into You che vinse nell'edizione del 1997.

### Formati e tracce
CD Singolo Promo (Stati Uniti; Regno Unito)
1. (You Make Me Feel like) A Natural Woman – 3:40 (Carole King, Gerry Goffin, Jerry Wexler)

### Classifiche

#### Classifiche settimanali
| Classifica (1995-1996)                                | Posizione massima raagiunta |
| ----------------------------------------------------- | --------------------------- |
| Canada (RPM 100 Hit Tracks)                           | 47                          |
| Canada (RPM Adult Contemporary Tracks)                | 4                           |
| Stati Uniti (Billboard Hot Adult Contemporary Tracks) | 31                          |

#### Classifiche di fine anno
| Classifica (1996)                                         | Posizione |
| --------------------------------------------------------- | --------- |
| Canada (RPM Year End - Top 100 Adult Contemporary Tracks) | 53        |

### Crediti e personale
- Arrangiatore - David Foster
- Chitarra - Michael Thompson
- Cori - Lynn Davis, Céline Dion
- Musica di - Gerry Goffin, Carole King, Jerry Wexler
- Produttore - David Foster
- Tastiere - David Foster
- Testi di - Gerry Goffin, Carole King, Jerry Wexler

## A Natural Woman(versione Divas)
A Natural Woman è una cover registrata durante l'evento canoro VH1 Divas Live. Il brano fu interpretato da un cast eccezionale di cantanti donne: Mariah Carey, Céline Dion, Aretha Franklin, Gloria Estefan, Shania Twain, e Carole King. Le sei cantanti furono ingaggiate dalla rete televisiva musicale VH1 per esibirsi al Beacon Theatre di New York in un concerto benefico per l'organizzazione Save the Music. Lo show andò in onda il 14 aprile 1998 ed ebbe un ottimo successo di ascolti e ricevette anche un intenso elogio da parte della stampa. Dopo il buon risultato ottenuto si decise di pubblicare il concerto su CD e VHS/DVD il 6 ottobre 1998. L'album fu promozionato dal brano interpretato dalle "dive" a fine concerto, A Natural Woman, uscito come singolo radiofonico il 12 ottobre in paesi selezionati.
Il 12 luglio del 2014 il brano entrò nella classifica Ringtones di Billboard posizionandosi alla 31ª posizione.

### Formati e tracce
CD Singolo Promo (Australasia) (Epic: SAMP 2043)
1. A Natural Woman – 5:15 (Gerry Goffin, Carole King, Jerry Wexler)

CD Singolo Promo (Europa) (Epic: SAMPCS 6243)
1. A Natural Woman – 4:12 (Goffin, King, Wexler)

CD Singolo Promo (Francia) (Epic: SAMP CS 6252)
1. A Natural Woman – 4:12 (Goffin, King, Wexler)

CD Singolo Promo (Messico) (Epic: PRCD 97470)
1. A Natural Woman – 5:15 (Goffin, King, Wexler)

CD Singolo Promo (Regno Unito) (Epic: SAMPCS 6154)
1. A Natural Woman – 5:15 (Goffin, King, Wexler)

### Classifiche
| Classifica (2014)                 | Posizione massima raggiunta |
| --------------------------------- | --------------------------- |
| Stati Uniti (Billboard Ringtones) | 31                          |